# Herr Blumfisch explodiert
Herr Blumfisch explodiert ist ein 11-minütiges deutsches Filmdrama der Filmakademie Baden-Württemberg, das ausschließlich aus einer Computeranimation besteht, aus dem Jahr 2003.

## Handlung
Die Handlung spielt in der fiktiven Siedlung Dittmold am Stadtrand von Bielefeld im Jahr 1998. Im Stil einer TV-Reportage, die wie eine Folge der Reihe Aktenzeichen XY aufgemacht ist, wird die merkwürdige Geschichte des Versicherungsangestellten Harald Blumfisch erzählt, der mit seiner Frau Elsa dort ein Einfamilienhaus bewohnte. Eines Tages ist Harald Blumfisch aus nicht geklärten Umständen explodiert. Der Tagesablauf, an dem das Unglück geschah, wird minutiös nachgestellt.
Die ermittelnden Beamten rätseln, was die Ursache für das Unglück ist. War Harald Blumfisch am Ende vielleicht ein Ganove, verstrickt in dunkle Geschäfte? Die Ermittlungen verlaufen weitestgehend im Sande, Harald Blumfisch wird mit einer überschaubaren Anzahl an Trauergästen beerdigt (genau genommen sind neben dem Gemeindepfarrer nur seine Frau und ein Nachbar anwesend), der Pfarrer spricht die üblichen Floskeln.
Die Handlung endet mit den sarkastischen Worten des Reporters: „Wie konnte es zu solch einer schrecklichen Katastrophe kommen, und wen interessiert das überhaupt?“

## Aufführung
Herr Blumfisch explodiert wurde auf mehr als 30 Filmfestivals in Deutschland sowie im europäischen und außereuropäischen Ausland gezeigt, unter anderem auf dem FilmKunstFest Schwerin, dem Filmfestival Max Ophüls Preis in Saarbrücken, auf Filmfestivals in Moskau, Paris, Riga und Rio de Janeiro.

## Auszeichnungen
- München, Short Welcome Online-Wettbewerb, 2004: Sieger im zweiten Quartal[2]